# ロバンソン駅
ロバンソン駅（フランス語: Gare de Robinson）はフランス共和国オー＝ド＝セーヌ県ソーにある、RER B線の鉄道駅。1893年に開業した。
RATPとフランス国鉄（SNCF）の2者が運行にあたっている。

## 歴史
1893年に旧ソー線がアルヌー軌間から標準軌へ改軌及び路線延伸した際に当駅が開業。現在はRER B線B2支線の終点となっている。
2019年半ば以降、鉄道駅とバスの接続の円滑化のため、駅の改修工事が行われた。

## 駅構造

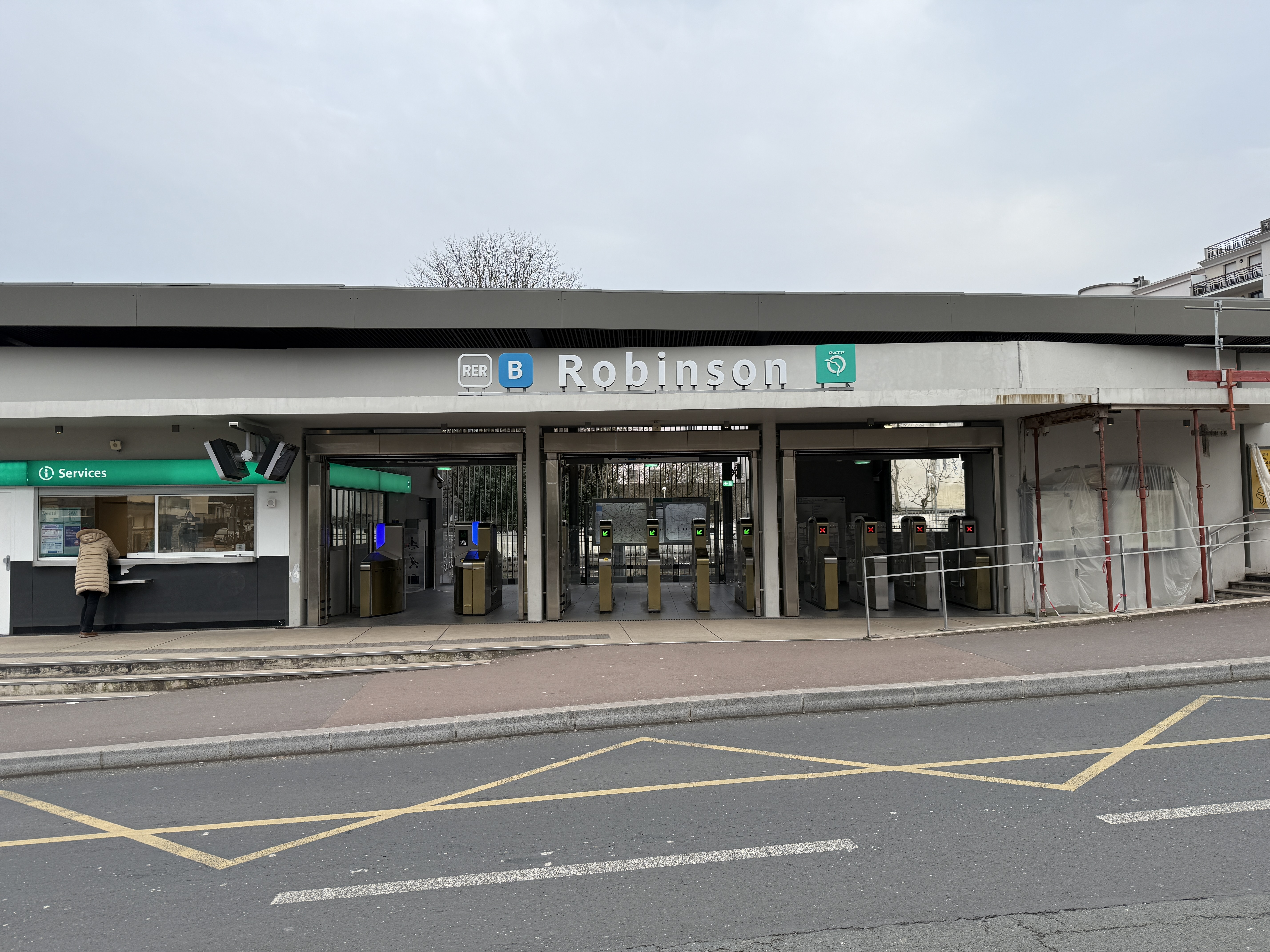
西側駅舎

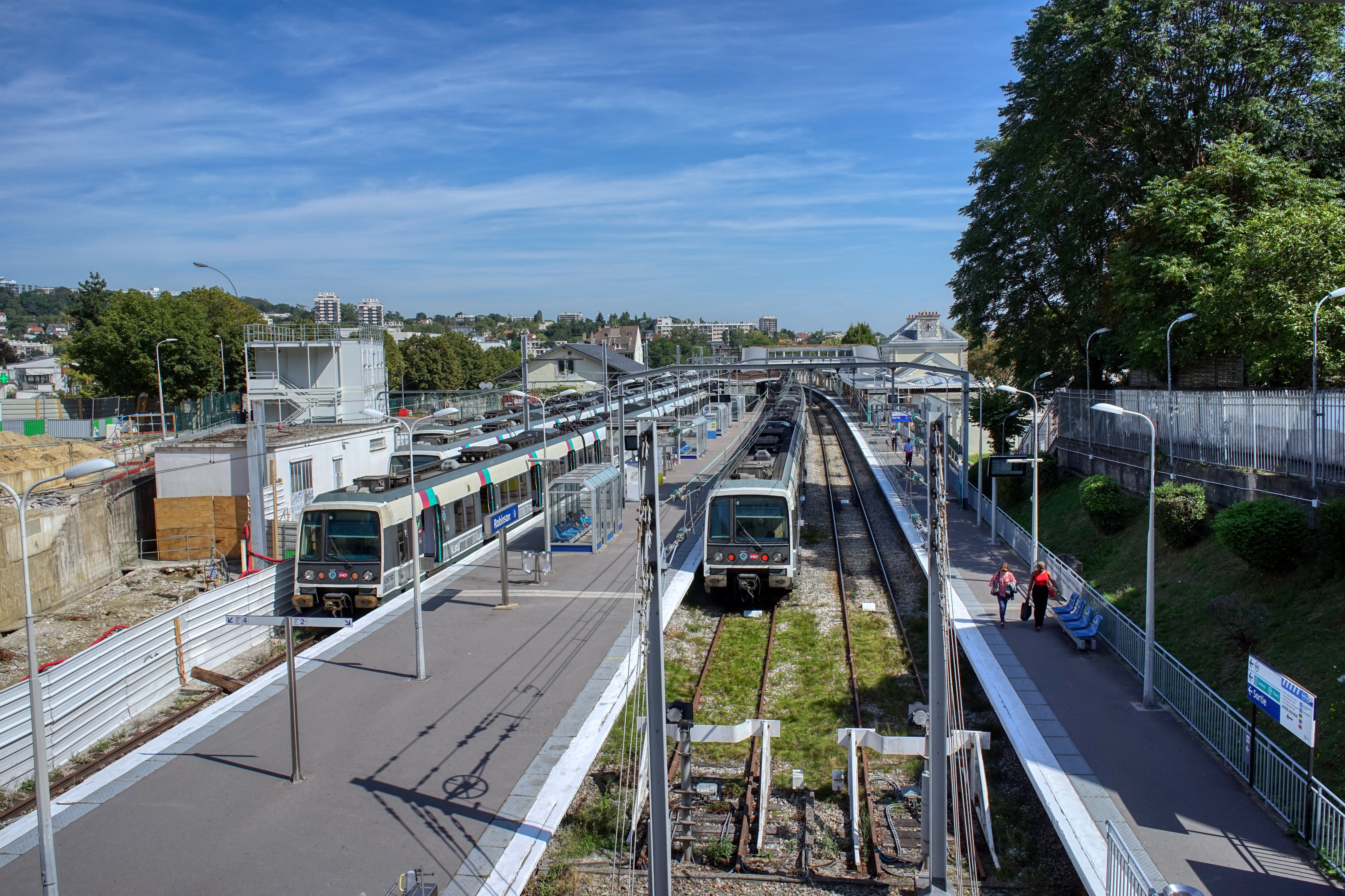
ホーム

頭端式ホーム2面3線の地上駅。東側に開業当初からある駅舎が、西側に増築された駅舎がある。

## 利用状況
2019年の年間利用客は2,158,769人で、RATP（パリ交通公団）が運営するRER駅中の乗降客数は第47位。

## 駅周辺
- ナチュラリア（フランス語版）
- ウーダン通り（フランス語版）
- モノプリ（英語版、フランス語版）
- ソー墓地（フランス語版）
- カルフールシティ（英語版）

## 隣の駅
| RER B線 | RER B線 | RER B線 |
| --- | ------- | ------- |
| フォントネー＝オー＝ローズ駅 オルネー・スー・ボワ方面 シャルル・ド・ゴール空港第2TGV方面 ミトリー＝クレイ方面 |         | 終点駅  |